# Каміла Дубцова
Каміла Дубцова (чеськ. Kamila Dubcová; нар. 17 січня 1999, Валашке Мезиржичі, Чехія) — чеська футболістка, півзахисниця італійського клубу «Сассуоло» та національної збірної Чехії.

## Клубна кар'єра
Каміла Дубцова почала грати у футбол зі своєю сестрою-близнючкою Мічаелою в «Словацко», у футболці якого дебютував у Першій лізі Чехії. Влітку 2018 року переїхав до «Славії» (Прага). З празькою «Славією» посів друге місце в чемпіонаті після «Спарти» й програв фінал національного кубка по пенальті, знову проти «Спарти». У червоно-білій футболці «Славії» дебютувала в жіночій Лізі чемпіонів УЄФА, зігравши у всіх матчах, які «Славія» зіграла між кваліфікацією та фазою плей-оф, яка завершилася у чвертьфіналі, й відзначилася двома голами у кваліфікації.
У липні 2019 року Каміла Дубцова разом зі своєю сестрою Міхаелою переїхала до Італії, в «Сассуоло». У Серії А дебютувала 14 вересня 2019 року в нічийному матчі першого туру проти «Пінк Спорт Тайм». Протягом сезону 2019/20 року, перерваного на початку березня 2020 року через пандемію COVID-19, зіграла у всіх офіційних матчах «Сассуоло», відзначилася двома голами в чемпіонаті. Сезон 2020/21 років став першим, в якому Каміла та Мічаела розлучилися, оскільки Каміла продовжила контракт із Сассуоло, а Мічаела повернулася додому в «Словацко».

## Кар'єра в збірній
Каміла Дубцова виступала за дівочу збірну Чехії (WU-17) та жіночу молодіжну збірну Чехії (WU-19), брала участь у чемпіонатах Європи відповідної вікової категорії. У складі дівочої збірної Чехії (WU-17) брала участь у фінальному раунді чемпіонату Європи 2016 року в Білорусі, в якому вперше брала участь збірна Чехії. У складі жіночої молодіжної збірної Чехії (WU-19) брала участь у кваліфікації чемпіонату Європи в трирічний період 2016-2018 років, але збірна Чехії не пройшла до фінального етапу.
Дебютував у національній збірній Чехії 13 липня 2017 року в переможному (5:2) товариському матчі проти молодіжної збірної США (WU-19), а першим голом відзначилася новачок Каміла Дубцова. Знову отримала виклик до національної збірної від тренера Карела Ради 31 серпня 2018 року на матч кваліфікації на чемпіонат світу 2019 року проти Словенії. У березні 2019 року входили до складу команди, яка брала участь у Кубку Кіпру. Провів усі чотири матчі турніру та оформила дубль у фінальному матчі проти ПАР через кілька хвилин після виходу на поле, завдяки чому чехи здобули перемогу. Також у розіграші Кубка Кіпру 2020 року входила до складу збірної Чехії, провівши обидва матчі на турніру.
Каміла Дубцова стала основною гравчинею збірної Чехії під час кваліфікації чемпіонату Європи 2022 року, завжди викликалася та виходила на поле у всіх восьми матчах групи D та відзначилася трьома голами.

## Особисте життя
Має сестру-близнючку Мічаелу, з якою вона до 2020 року виступала в одній клубній футболці.

## Статистика

### Клубна
Станом на 3 квітня 2022.
| Сезон                 | Команда               | Чемпіонат             | Чемпіонат | Чемпіонат | Нац. кубок | Нац. кубок | Нац. кубок | Конт. кубки | Конт. кубки | Конт. кубки | Інші кубки | Інші кубки | Інші кубки | Загалом | Загалом |
| Сезон                 | Команда               | Змаг                  | Матчі     | Голи      | Змаг       | Матчі      | Голи       | Змаг        | Матчі       | Голи        | Змаг       | Матчі      | Голи       | Матчі   | Голи    |
| --------------------- | --------------------- | --------------------- | --------- | --------- | ---------- | ---------- | ---------- | ----------- | ----------- | ----------- | ---------- | ---------- | ---------- | ------- | ------- |
| 2017-2018             | «Словацко»            | 1Л                    | ?         | ?         | КЧ         | ?          | ?          | -           | -           | -           | -          | -          | -          | ?       | ?       |
| 2018-2019             | «Славія» (Прага)      | 1Л                    | ?         | ?         | КЧ         | ?          | ?          | ЖЛЧУ        | 9           | 2           | -          | -          | -          | 9+      | 2+      |
| 2019-2020             | «Сассуоло»            | A                     | 16        | 2         | КІ         | 2          | 0          | -           | -           | -           | -          | -          | -          | 18      | 2       |
| 2020-2021             | «Сассуоло»            | A                     | 15        | 9         | КІ         | 4          | 0          | -           | -           | -           | -          | -          | -          | 19      | 9       |
| 2021-2022             | «Сассуоло»            | A                     | 18        | 7         | КІ         | 2          | 1          | -           | -           | -           | СІ         | 1          | 0          | 21      | 8       |
| Загалом за «Сассуоло» | Загалом за «Сассуоло» | Загалом за «Сассуоло» | 49        | 18        |            | 8          | 1          |             | -           | -           |            | 1          | 0          | 58      | 18      |
| Усього за кар'єру     | Усього за кар'єру     | Усього за кар'єру     | 49+       | 18+       |            | 8+         | 1+         |             | 9           | 2           |            | 1          | 0          | 67+     | 20+     |